# Soyuz TMA-07M
Soyuz TMA-07M (del ruso:  Союз ТМА-07M) fue un vuelo espacial lanzado a la Estación Espacial Internacional en 2012 que transportaba a tres miembros de la Expedición 34 a la estación. La Soyuz permaneció acoplada a la estación espacial y sirvió como vehículo de escape de emergencia para la Expedición 35, antes de regresar su tripulación a la Tierra en mayo de 2013.

## Tripulación

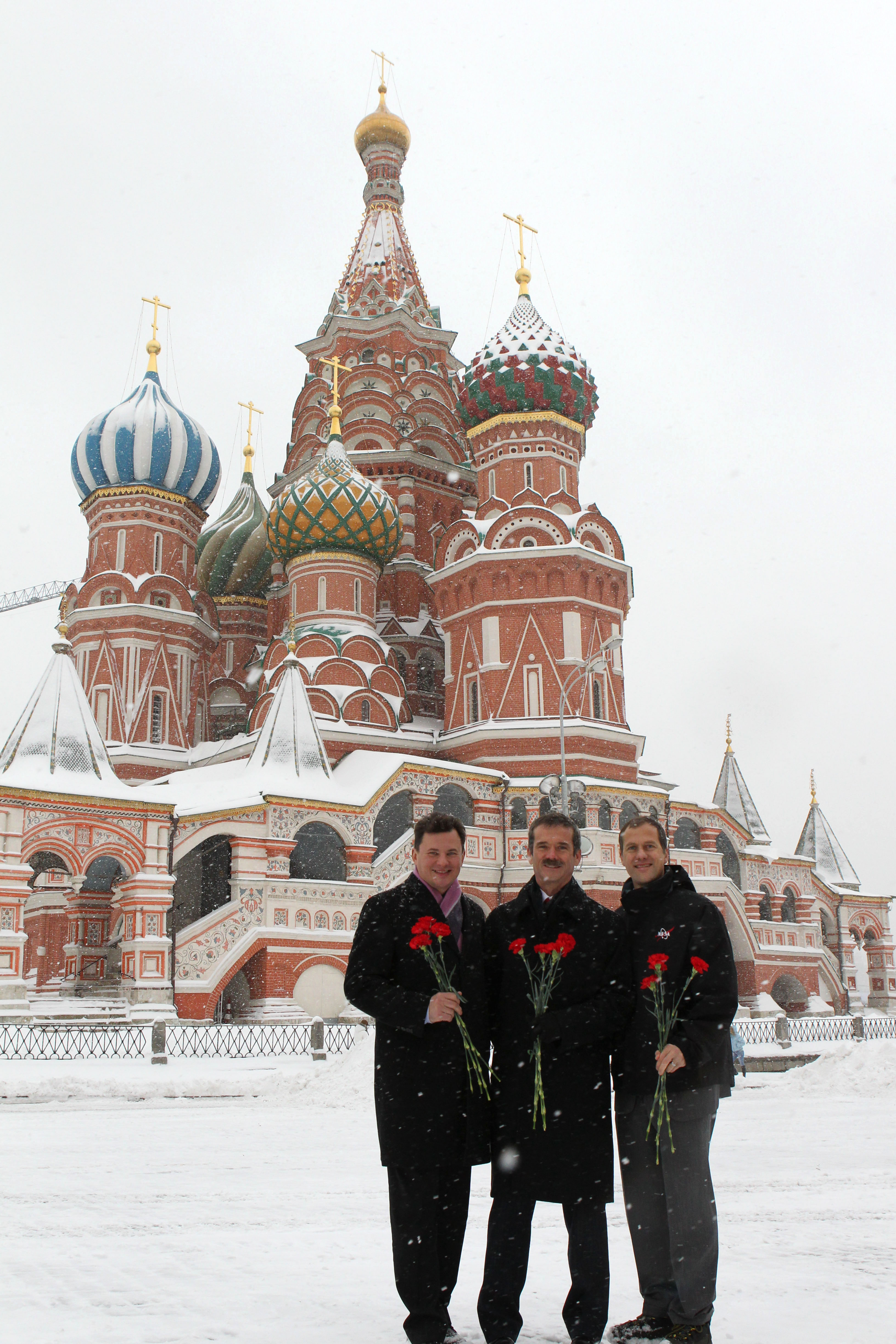
Los miembros de la tripulación de la Soyuz TMA-07M el 29 de noviembre de 2012.

| Puesto               | Miembros de la tripulación                         | Miembros de la tripulación                         |
| -------------------- | -------------------------------------------------- | -------------------------------------------------- |
| Ingeniero de vuelo 1 | Roman Romanenko, RKA Expedición 34 Segundo vuelo   | Roman Romanenko, RKA Expedición 34 Segundo vuelo   |
| Comandante           | Chris Hadfield, CSA Expedición 34 Tercer vuelo     | Chris Hadfield, CSA Expedición 34 Tercer vuelo     |
| Ingeniero de vuelo 2 | Thomas Marshburn, NASA Expedición 34 Segundo vuelo | Thomas Marshburn, NASA Expedición 34 Segundo vuelo |

### Tripulación de respaldo
| Puesto               | Miembro de la tripulación           | Miembro de la tripulación           |
| -------------------- | ----------------------------------- | ----------------------------------- |
| Comandante           | Fyodor Yurchikhin, RSA Primer vuelo | Fyodor Yurchikhin, RSA Primer vuelo |
| Ingeniero de vuelo 1 | Luca Parmitano, ESA Primer vuelo    | Luca Parmitano, ESA Primer vuelo    |
| Ingeniero de vuelo 2 | Karen L. Nyberg, NASA Primer vuelo  | Karen L. Nyberg, NASA Primer vuelo  |

## Lanzamiento

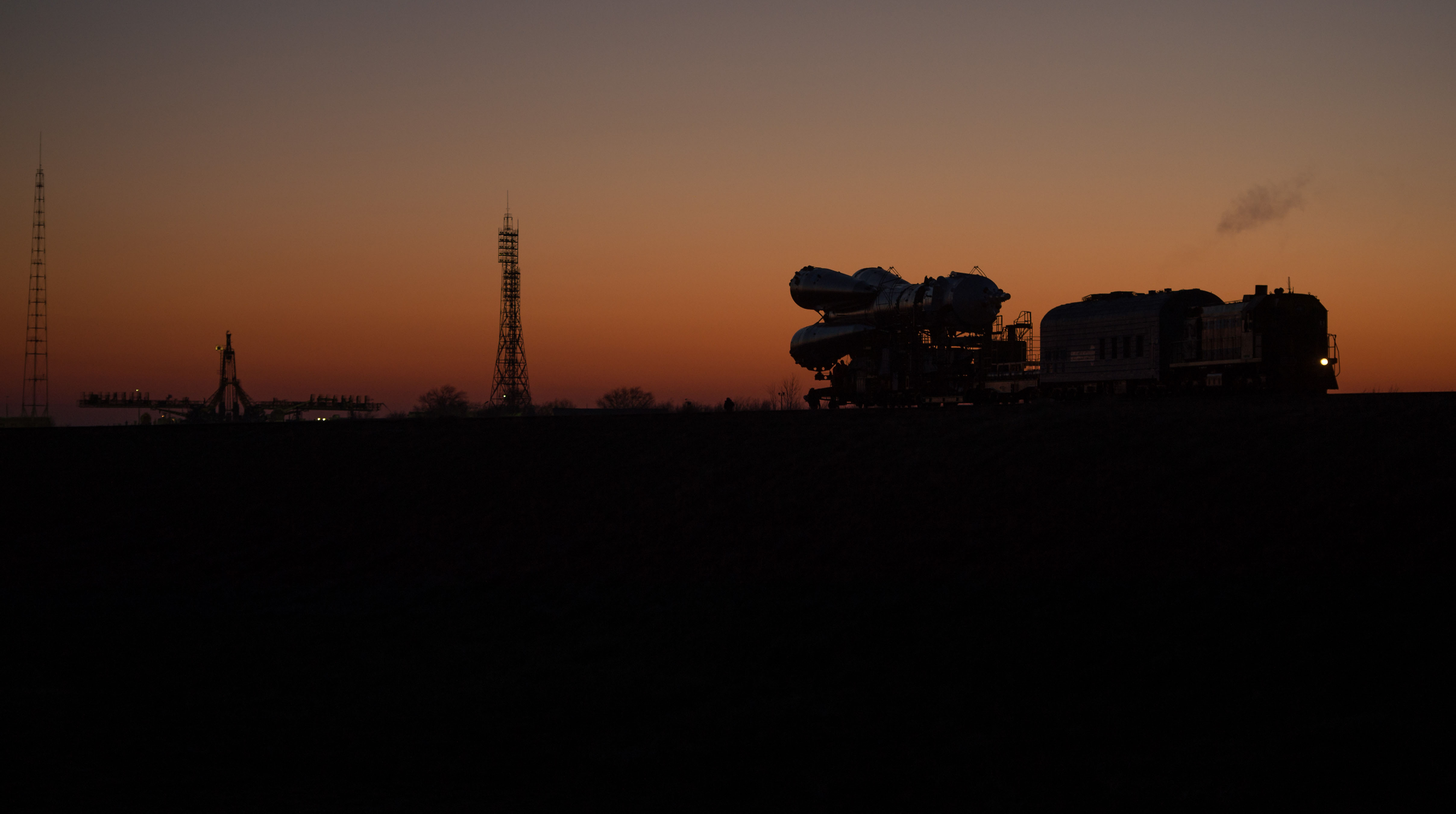
La nave espacial será transportada al sitio de lanzamiento el 17 de diciembre de 2012.

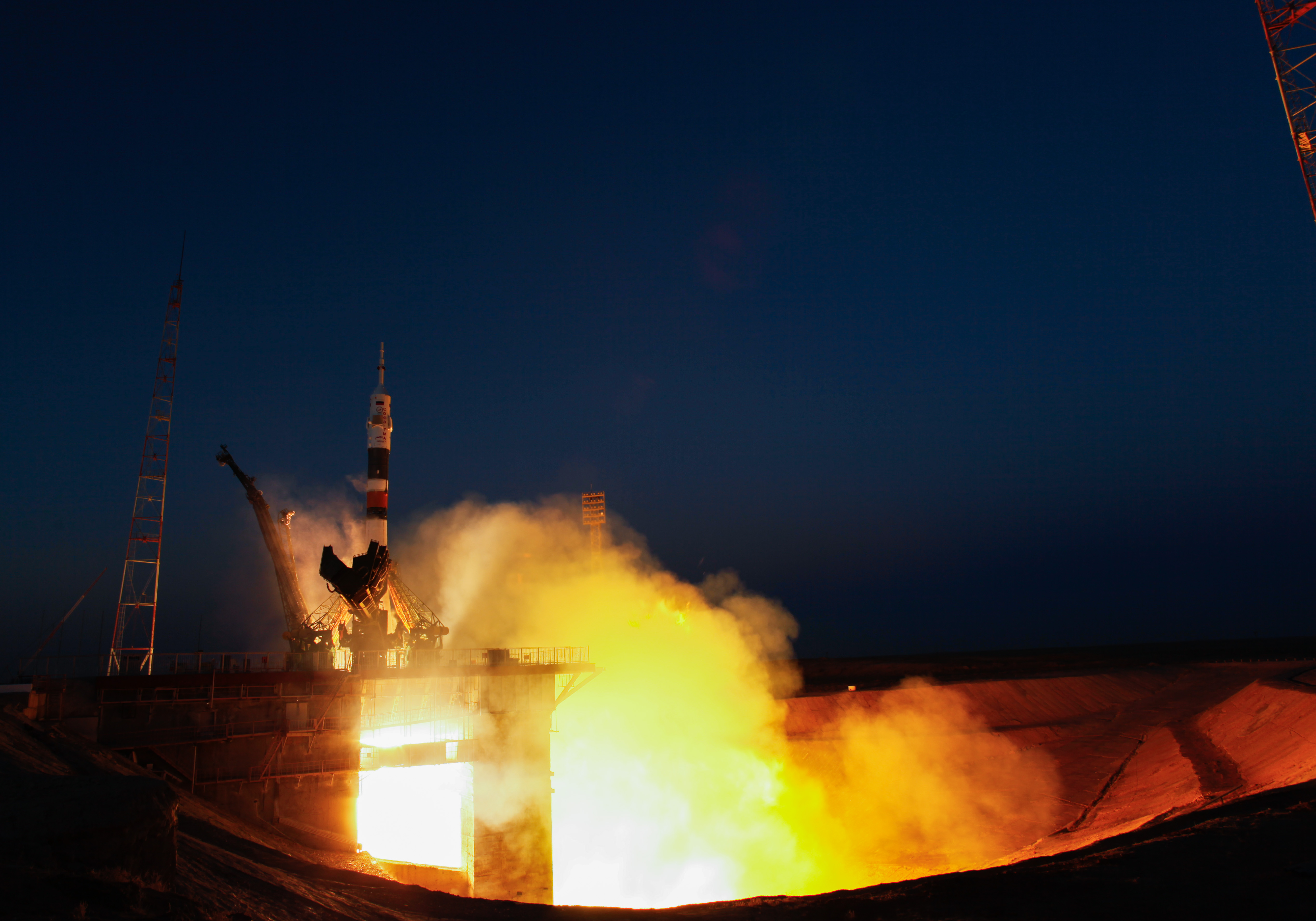
La nave TMA-07M se lanza a la ISS el 19 de diciembre de 2012.

El Cohete Soyuz FG  se puso en marcha a Sitio 1.5 en Cosmódromo de Baikonur el 17 de diciembre. El pre-amanecer puesta en marcha se realiza bajo condiciones de congelación con temperaturas tan bajas como -30 °C. Los preparativos se completaron durante los dos días previos a la puesta en marcha. El lanzamiento del Soyuz TMA-07M fue la primera que se celebrará del Sitio quinta vez finalizados modificaciones. El Soyuz TMA-06M antes de lanzamiento que tuvo lugar a partir de  Sitio 31/6.
La Cuenta regresiva de las operaciones comenzaron temprano el 19 de diciembre cerca de ocho horas antes de la hora prevista de lanzamiento. El equipo disfrutó de su último desayuno y participó en la tradicional bendición previa al vuelo por un sacerdote ruso Ortodoxo. Más tarde, Romanenko, Hadfield y Marshburn apartaron del hotel cosmonauta dirigirse al sitio 254 en el que comenzó a operar a ponerse su traje espacial lanzamiento y cuatro juegos de horas y veinte minutos antes de lanzamiento de entrada. El equipo llegó a la base de lanzamiento de dos horas y 33 minutos antes del despegue. Como comandante de la Soyuz, Romanenko ocupaba el asiento central, mientras que Hadfield y Marshburn fueron atados a los asientos izquierdo y derecho respectivamente.
El cohete Soyuz FG llevar Soyuz TMA-07M fue lanzado el 19 de diciembre de 2012 a las 12:12:35 UTC del Sitio 1/5 de la Cosmódromo de Baikonur en condiciones de temperaturas bajo cero. Dos minutos y 35 segundos después del lanzamiento, el sistema de escape del lanzamiento y la carga cubierta eran desechado. La etapa central siguió ardiendo hasta que se cerró en la 45 ª marca de 4 minutos. La tercera etapa se encendió dos segundos después y siguió ardiendo durante otros 3 minutos y 57 segundos para propulsar la nave espacial Soyuz TMA-07M en órbita. La Soyuz dirigida a 200 por 242 km mi órbita con una inclinación de 51,67 grados. Al alcanzar la órbita, la nave desplegó sus paneles solares y antenas de comunicación.

## Acoplamiento
Después de la exitosa inserción de la órbita, el Soyuz TMA-07M siguió el perfil de encuentro de la órbita 34 para ponerse al día con la Estación Espacial Internacional. La nave realizó una serie de ajustes de órbita a través de un conjunto de quemaduras. Las dos primeras quemaduras tuvieron lugar el día 1 del vuelo. Se realizó una tercera maniobra de fase menor al día siguiente. Las primeras tres quemaduras cambiaron la velocidad de la nave espacial en 29, 25 y 2 metros por segundo, respectivamente.
La secuencia de acoplamiento comenzó a las 11:51 UTC del 21 de diciembre. Quince minutos después de que empezara la secuencia de atraque, se realizó una cuarta quema de encuentro grande (Δv = 23.8 metros por segundo (78 pies/s) para aumentar aún más la altitud orbital de la nave espacial Soyuz. La ISS también realizó su maniobra a la actitud de acoplamiento adecuada. La activación del sistema de navegación KURS-A en la ISS y el sistema KURS-P en la Soyuz TMA-07M ocurrió a las 12:37 UTC y 12:39 UTC respectivamente para proporcionar datos precisos de rango y velocidad para las computadoras a bordo de la nave espacial . La secuencia de encuentro y acoplamiento fue totalmente automatizada, sin embargo, Romanenko y los Controladores de Misión rusos estaban monitoreando los sistemas para tomar el control en caso de una anomalía.
A las 13:50 UTC del Soyuz alcanzó una distancia de 400 m de la estación espacial, y la tripulación recibió una van para la maniobra flyaround que se llevó a la nave en una vuelta lenta alrededor de la ISS para alinearse con nadir puerto de acoplamiento del módulo Rassvet. Cuando el flyaround siete minutos era completa, Soyuz TMA-07M inició un corto período de stationkeeping a una distancia de 190 m. Mientras mantiene a esa distancia, controladores de la misión evaluó los sistemas del vehículo y comprobar su alineación con el objetivo de acoplamiento Rassvet. Se inició la aproximación final a las 13:58 UTC y la Soyuz comenzó a acercarse a la ISS.
El acoplamiento de Soyuz TMA-07M a la Estación Espacial ocurrió a las 14:09 UTC mientras los dos volaban sobre el norte de Kazajistán. El muelle se adelantó tres minutos debido al mantenimiento de la estación de la nave espacial por menos tiempo del planeado.

## Galería

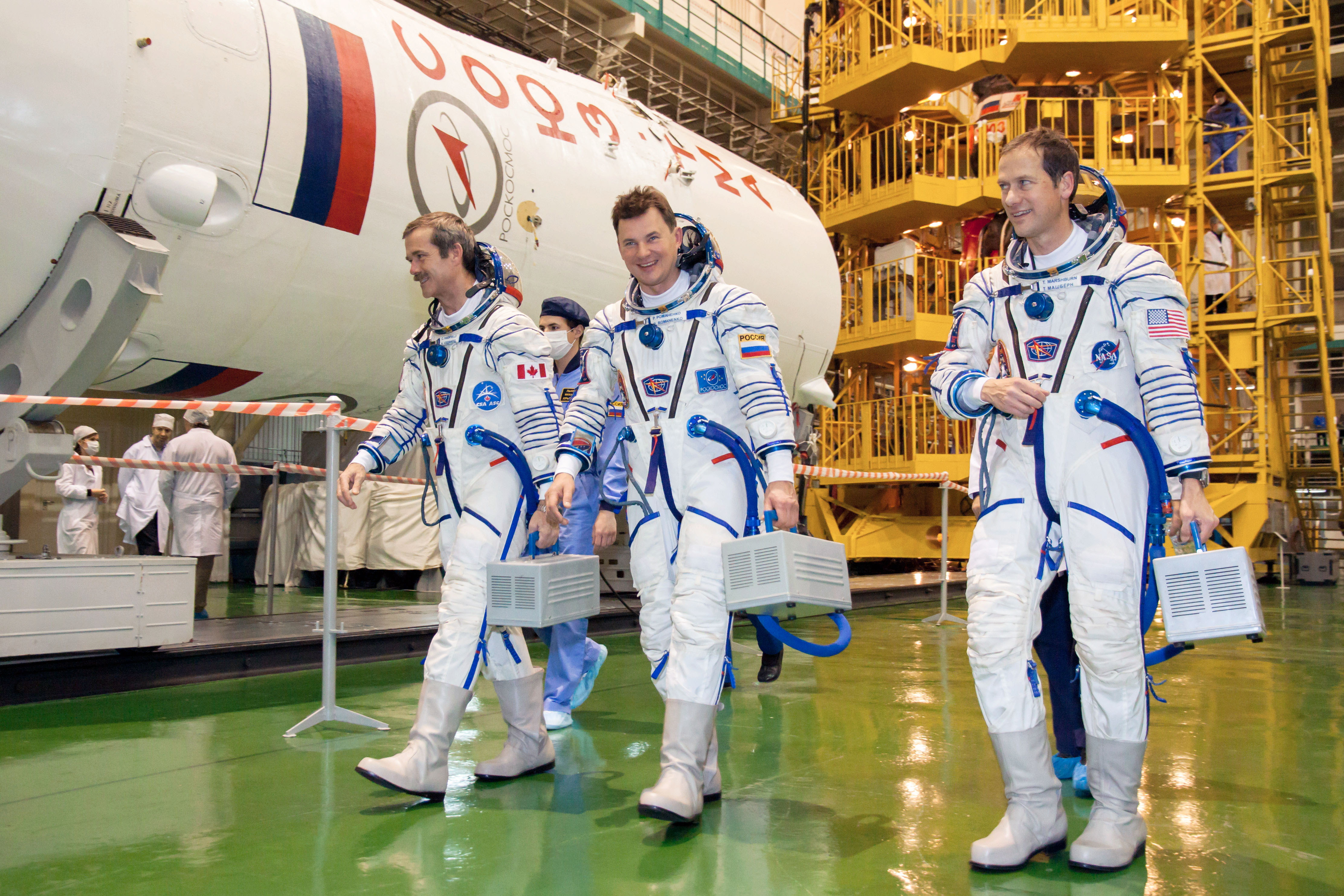
Miembros de la tripulación durante una adecuada "prueba de ajuste" de la nave espacial Soyuz TMA-07M en el Cosmódromo de Baikonur.
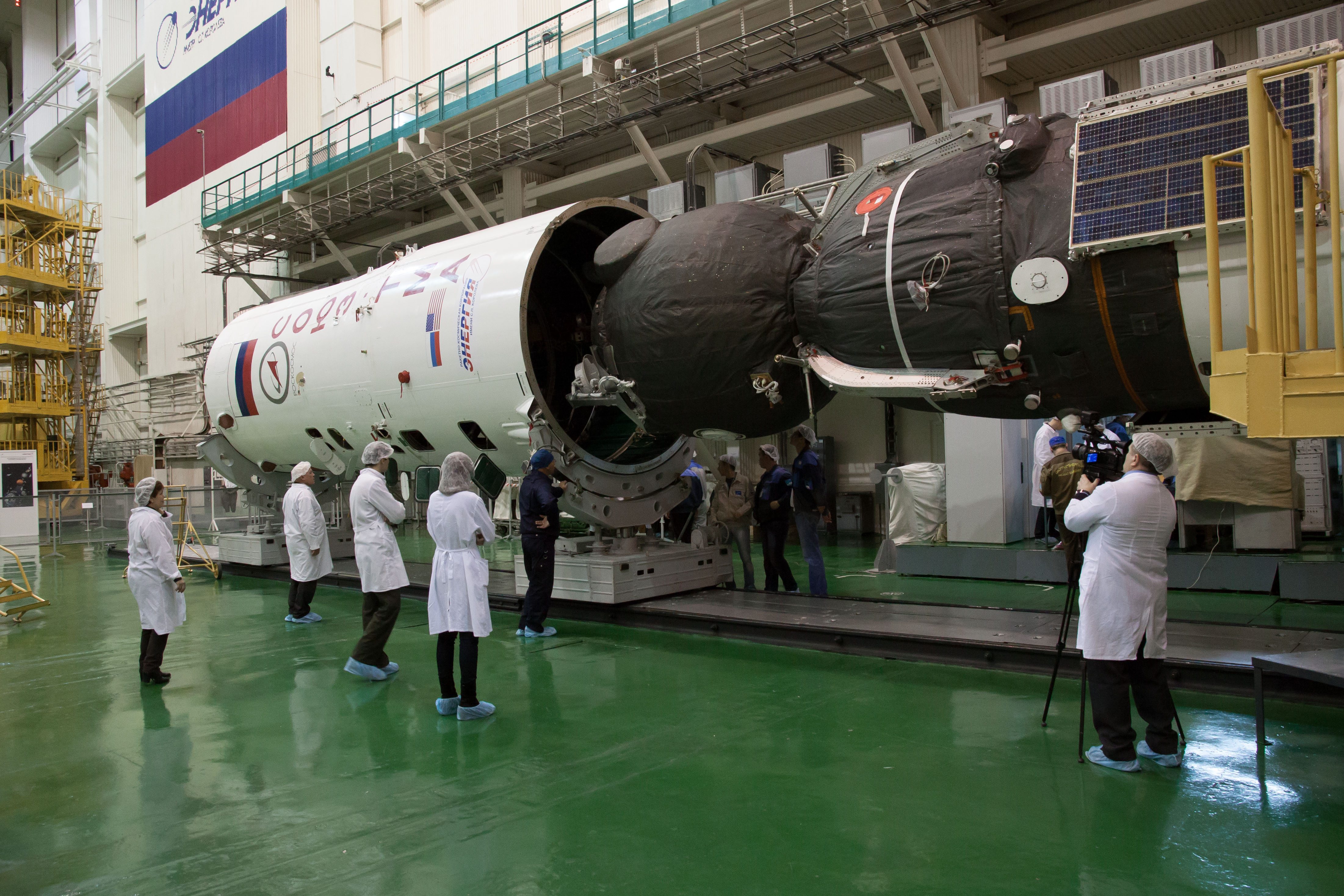
La nave espacial durante el procesamiento previo al lanzamiento el 12 de diciembre de 2012.
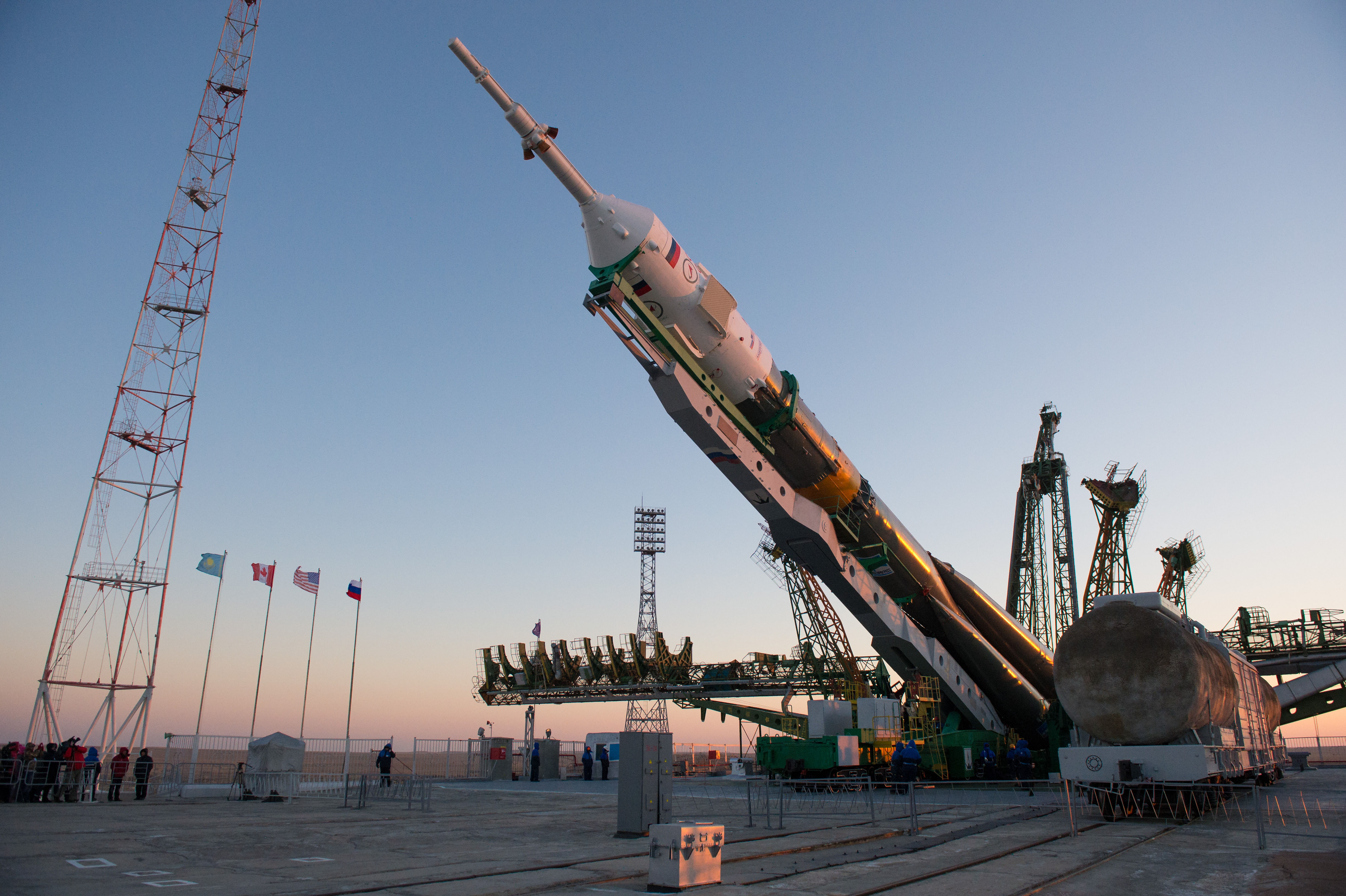
La elavación de la soyuz el 17 de diciembre de 2012.
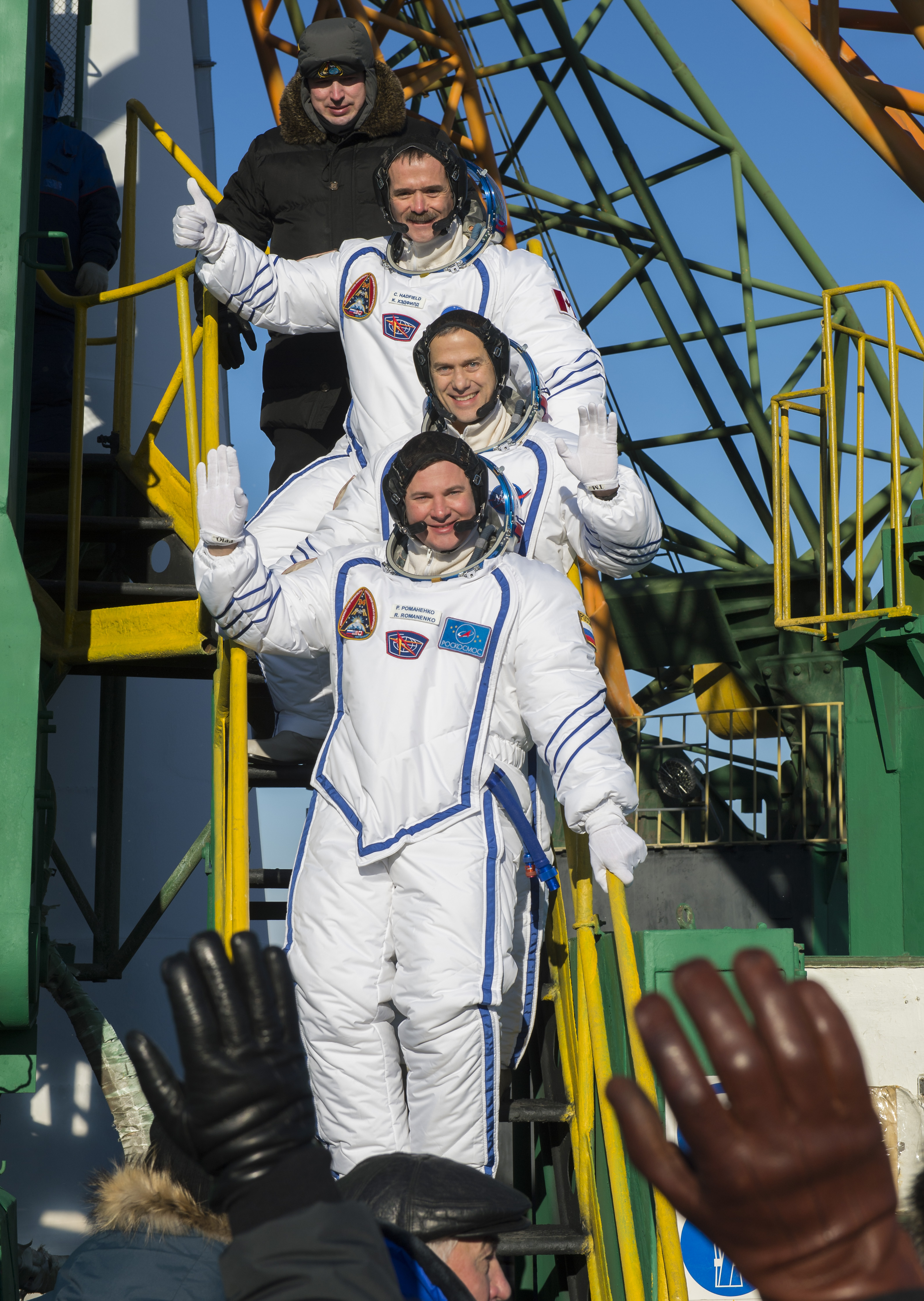
La tripulación frente a los espectadores antes de despegue el 19 de diciembre de 2012.
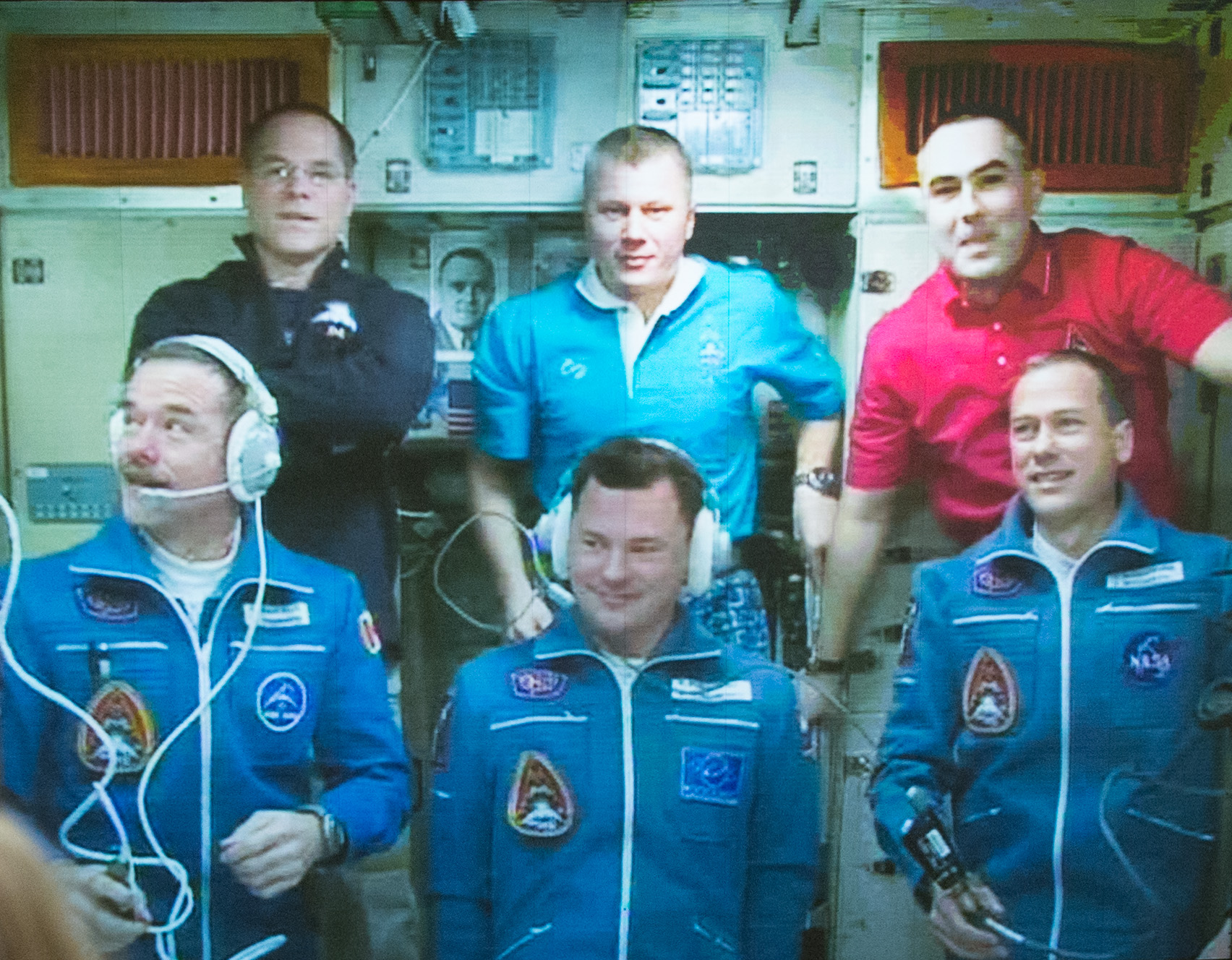
La tripulación de la Expedición 34 se unió.
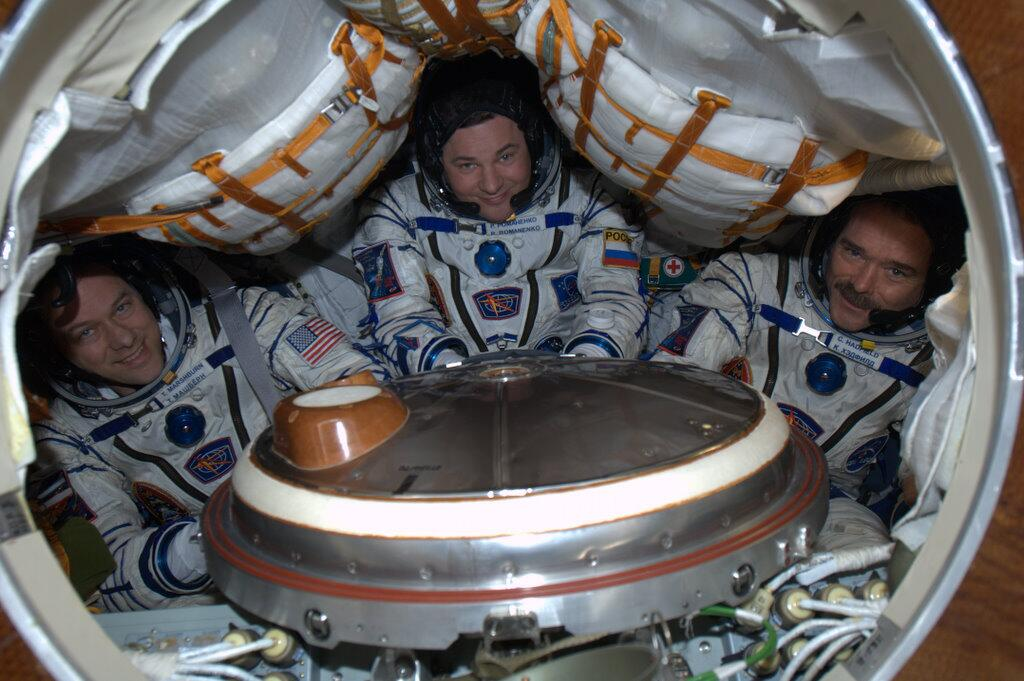
Expedición 35 Dentro de Soyuz TMA-07.
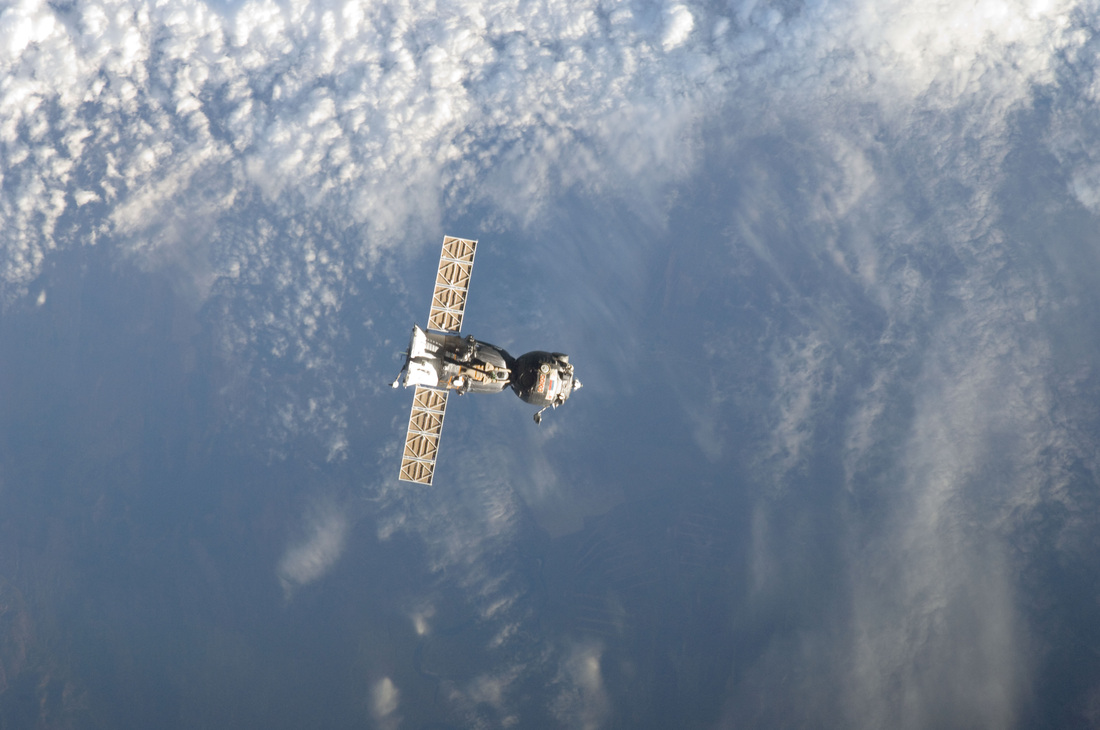
Soyuz TMA-07M Desacoplamiento de la ISS.
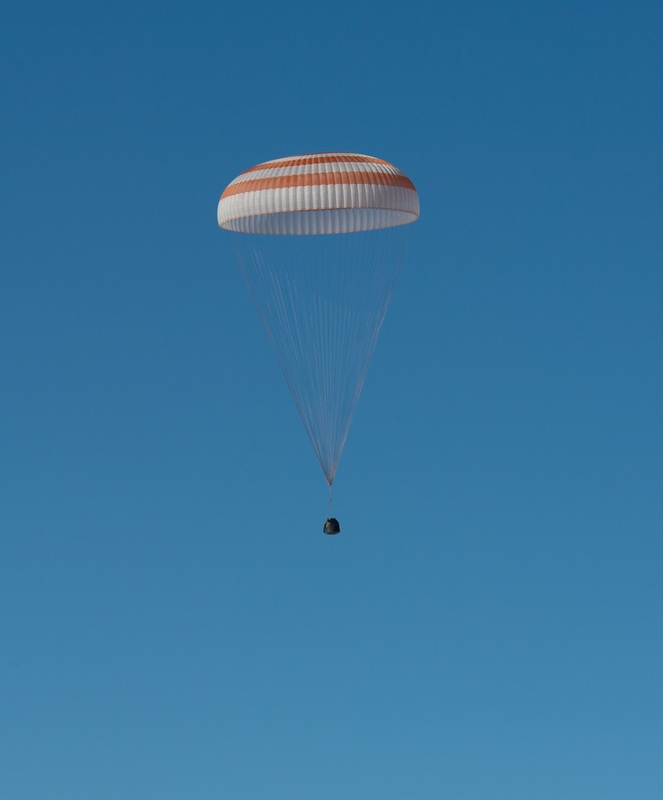
Soyuz TMA-07M descendiendo con su paracaídas principal desplegado.
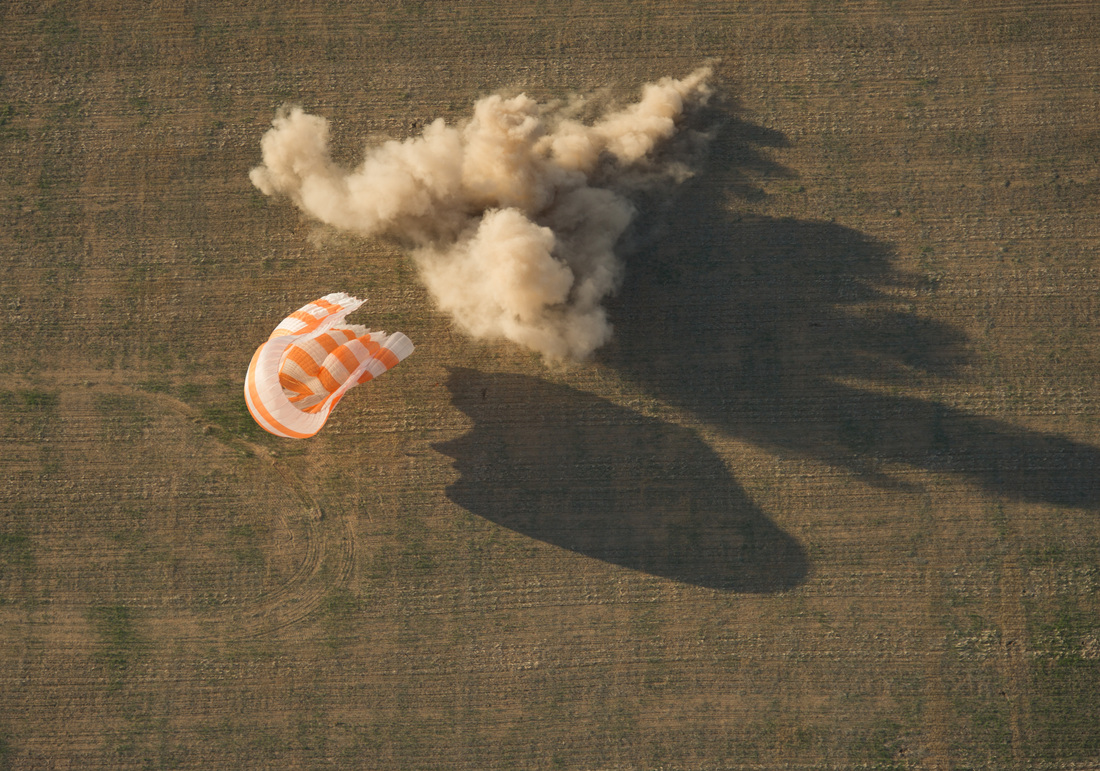
Aterrizaje de Soyuz TMA-07M.
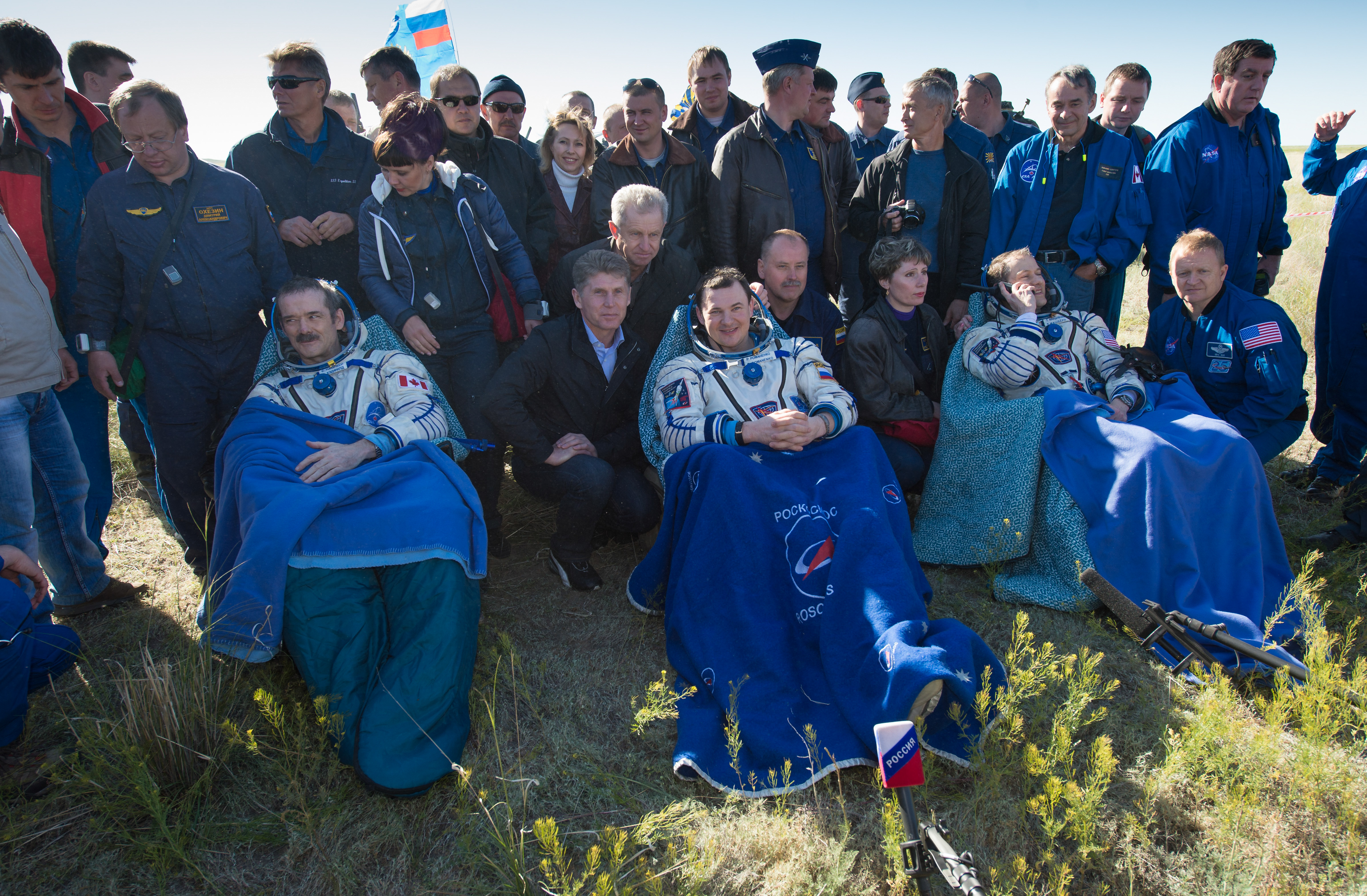
La tripulación del TMA-07 en tierra.

## Regreso a la Tierra
La Soyuz TMA-07M se desacopló de la Estación Espacial Internacional el 13 de mayo de 2013, a las 23:08 UTC, llevando a Hadfield, Marshburn y Romanenko. La cápsula aterrizó sin problemas en Kazajistán el 14 de mayo de 2013 a las 02:31 UTC.

## Ubicación de la nave espacial
La cápsula de descenso Soyuz TMA-07M se encuentra actualmente en exhibición en Uglegorsk , en el Lejano Oriente ruso.